# Dendrochilum stachyodes
Dendrochilum stachyodes är en orkidéart som först beskrevs av Henry Nicholas Ridley, och fick sitt nu gällande namn av Johannes Jacobus Smith. Dendrochilum stachyodes ingår i släktet Dendrochilum och familjen orkidéer. Inga underarter finns listade i Catalogue of Life.